# Логан (Огайо)
Логан (англ. Logan) — город и административный центр округа Хокинг, штат Огайо, США, расположенный на одноимённой реке, примерно в 69 км к юго-востоку от Колумбуса. По данным переписи 2020 года население составляло 7296 человек. Нынешним мэром Логана является республиканец Грег Фраунфельтер, который изнечально был избран в январе 2016 года, и впоследствии был переизбран в 2019 году.

## История
Город назван в честь Логана, вождя индейского племени минго. Он и его группа жили в этом районе во времена европейской колонизации Америки. Поселение было основано Губернатором Огайо Томасом Уортингтоном в 1816 году.
В 1839 году Логан получил статус города.
Логан стал первым городом в штате Огайо, где был построен двойной круговой перекрёсток. Он располагается на пересечении шоссе штата 664 и шоссе US 33, официальное открытие состоялось 4 декабря 2013 года.

## География
По данным Бюро переписи населения США, общая площадь города составляет 12,77 квадратных километров, из которых 12,41 квадратных километров занимает суша и 0,36 квадратных километров — водная поверхность.

### Климат
| Показатель                    | Янв. | Фев. | Март | Апр. | Май  | Июнь | Июль | Авг. | Сен. | Окт. | Нояб. | Дек. | Год   |
| ----------------------------- | ---- | ---- | ---- | ---- | ---- | ---- | ---- | ---- | ---- | ---- | ----- | ---- | ----- |
| Абсолютный максимум, °C       | 23   | 26   | 29   | 34   | 37   | 37   | 39   | 39   | 42   | 35   | 28    | 23   | 42    |
| Средний суточный максимум, °C | 3,9  | 5,7  | 11,1 | 18,3 | 23,2 | 27,2 | 29,2 | 28,6 | 25,7 | 19,2 | 12,1  | 6,3  | 17,6  |
| Средняя температура, °C       | −1,8 | −0,2 | 4,4  | 10,6 | 16,1 | 20,6 | 22,8 | 21,9 | 18,4 | 11,8 | 5,5   | 0,7  | 10,9  |
| Средний суточный минимум, °C  | −7,4 | −6,2 | −2,3 | 2,9  | 8,9  | 13,8 | 16,3 | 15,2 | 11,2 | 4,3  | −1,1  | −4,9 | 4,2   |
| Абсолютный минимум, °C        | −38  | −34  | −23  | −11  | −6   | 3    | 7    | 6    | −2   | −7   | −12   | −24  | −38   |
| Норма осадков, мм             | 82   | 73   | 94   | 105  | 108  | 120  | 120  | 90   | 75   | 78   | 71    | 80   | 1,097 |
| Источник: NOAA                |      |      |      |      |      |      |      |      |      |      |       |      |       |

## Население

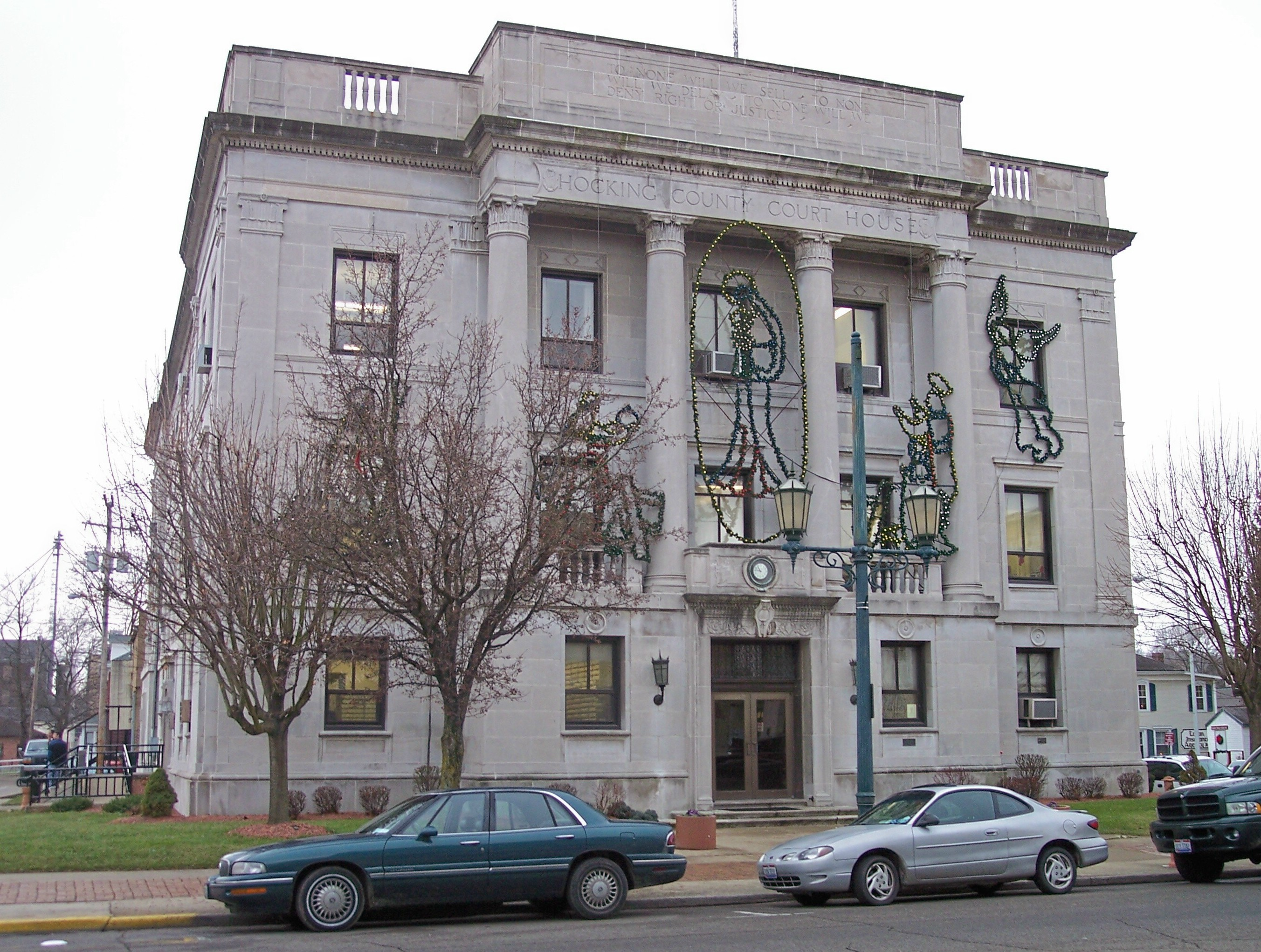
Здание суда округа Хокинг в Логане.

| Год переписи | Нас. |  | %±    |
| ------------ | ---- |  | ----- |
| 1820         | 100  |  | —     |
| 1850         | 826  |  | 726%  |
| 1860         | 1489 |  | 80,3% |
| 1870         | 1827 |  | 22,7% |
| 1880         | 2666 |  | 45,9% |
| 1890         | 3119 |  | 17%   |
| 1900         | 3480 |  | 11,6% |
| 1910         | 4850 |  | 39,4% |
| 1920         | 5493 |  | 13,3% |
| 1930         | 6080 |  | 10,7% |
| 1940         | 6177 |  | 1,6%  |
| 1950         | 5972 |  | −3,3% |
| 1960         | 6417 |  | 7,5%  |
| 1970         | 6269 |  | −2,3% |
| 1980         | 6557 |  | 4,6%  |
| 1990         | 6725 |  | 2,6%  |
| 2000         | 6704 |  | −0,3% |
| 2010         | 7152 |  | 6,7%  |
| 2020         | 7296 |  | 2%    |
| 1820–2020    |      |  |       |

### Перепись 2010 года
По данным переписи 2010 года в городе проживало 7152 человека, имелось 2982 домохозяйства и 1831 семья. Плотность населения составила 576,5 человек на квадратный километр. Было 3374 единицы жилья со средней плотностью 272,0 человек на квадратный километр. Расовый состав города был следующим: 97,5 % белых, 0,8 % афроамериканцев, 0,3 % коренных американцев, 0,2 % азиатов, 0,3 % представителей других рас и 0,9 % представителей двух или более рас. Латиноамериканцы любой расы составили 0,8 % населения.
Из 2982 домохозяйства, в 31,3 % проживали дети в возрасте до 18 лет, 41,4 % составляли супружеские пары, живущие вместе, 15,1 % состояли из женщины-домохозяйки без мужа, 4,9 % из домохозяина-мужчины без жены, и 38,6 % из не семейных людей. 33,5 % всех домохозяйств состояли из отдельных лиц, а в 15,1 % проживали одинокие люди в возрасте старше 65 лет. Средний размер домохозяйства составлял 2,34 человека, а средний размер семьи — 2,95 человек.
Средний возраст жителей города составил 38 лет. 24,3 % жителей были моложе 18 лет; 9,1 % были в возрасте от 18 до 24 лет; 24,6 % были от 25 до 44 лет; 24,5 % были от 45 до 64 лет; и 17,5 % были старше 65 лет. Гендерный состав города составлял 46,4 % мужчин и 53,6 % женщин.

### Перепись 2000 года
По данным переписи 2000 года в городе проживало 6704 человека, имелось 2790 домохозяйств и 1768 семей. Плотность населения составила 839,8 человека на квадратный километр. Имелось 2948 единиц жилья со средней плотностью 369,3 человек на квадратный километр. Расовый состав города был следующим: 97,87 % белых, 0,57 % афроамериканцев, 0,39 % коренных американцев, 0,06 % азиатов, 0,01 % представителей других рас и 1,10 % представителей двух или более рас. Латиноамериканцы любой расы составляли 0,46 % населения.
Из 2790 домохозяйств, в 30,3 % проживали дети в возрасте до 18 лет, 46,2 % составляли супружеские пары, живущие вместе, 13,2 % состояли из женщины-домохозяйки без мужа и 36,6 % из не семейных людей. 32,4 % всех домохозяйств состояли из отдельных лиц, а в 16,5 % проживали одинокие люди в возрасте 65 лет и старше. Средний размер домохозяйства составлял 2,33 человека, а средний размер семьи — 2,94 человека.
Средний возраст жителей города составил 39 лет. 24,4 % жителей были моложе 18 лет, 9,6 % от 18 до 24 лет, 24,9 % от 25 до 44 лет, 21,8 % от 45 до 64 лет и 19,3 % были старше 65 лет. старшая. На каждые 100 женщин приходилось 84,9 мужчин. На каждые 100 женщин в возрасте старше 18 лет 81,0 мужчин.
Средний доход домохозяйства составил 29 691 доллар, а средний доход семьи — 38 143 доллара. Средний доход мужчин составлял 31 875 долларов против 23 738 долларов у женщин. Доход на душу населения в городе составил 15 836 долларов. Около 13,0 % семей и 17,7 % населения находились за чертой бедности, в том числе 20,9 % лиц в возрасте до 18 лет и 16,8 % лиц в возрасте старше 65 лет.

## Искусство и культура
Каждый год, в четверг перед выходными, посвященными Дню отца, на центральных улицах Логана проходит празднование в честь стиральной доски как музыкального инструмента. В Логане находится штаб-квартира Columbus Washboard Company, единственной сохранившейся компании по производству стиральных досок в США. Стиральные доски и сегодня в некоторых частях мира продолжают использоваться в качестве инструментов для стирки и служат декоративным элементом во многих домах. Музыкальный фестиваль Washboard празднует использование стиральной доски как источника ритма, который можно услышать в творчестве музыкальных коллективов по всей территории Соединённых Штатов.
В последнюю неделю июля магазин Insea Sound Shop в Нельсонвилле, штат Огайо, проводит ежегодный фестиваль Diamond Music в клубе Исаака Уолтона, расположенном на берегу озера Логан.
В Региональном туристическом центре Хокинг-Хиллз недалеко от города находится Музей точилок для карандашей, который считается крупнейшей в своем роде коллекцией в США.

## Образование
В Логане находится пять начальных школ, одна средняя школа и одна старшая школа. В городе также расположена библиотека округа Хокинг.

## Известные люди
- Эстель Крэбтри[англ.] — бейсболист, игрок команд MLB «Цинциннати Редс» и «Сент-Луис Кардиналс»
- Кёртис Скапаротти — Верховный главнокомандующий объединёнными вооруженными силами НАТО в Европе и командующий Европейского командования ВС США.
- Кэти Смит — баскетболистка, игрок WNBA и олимпийский чемпион.

## Известные события
- Убийства Аннетт Купер и Тодда Шульца[англ.]